# دهستان دودهک
دهستان دودهک یکی از دهستان‌های استان مرکزی است که در بخش مرکزی شهرستان دلیجان واقع شده است.
روستاهای تابع آن عبارتند از: دودهک  ،بهاریه ،چنارستان ،راونج  ،قوچک ،گرگان ،محسن‌آباد ،فیروزآباد ،راوه ،کهک